# 天主教正義具現全国司祭団
天主教正義具現全国司祭団（てんしゅきょうせいぎぐげんぜんこくしさいだん、英語：Catholic Priests Association for Justice）は、正義に基づき、人間の尊厳と人権を推進し、大韓民国の民主化と平和統一に寄与することを標榜するカトリック神父によるキリスト教社会運動団体である。 略して「正義具現全国司祭団」、「天主教正義具現司祭団」とも呼ばれる。

## 歴史
1974年、カトリック原州教区長だった池学淳司教が民青学連事件で拘束されたことを契機に結成された。 その後、1970年から1980年代は大韓民国の軍部独裁下での維新憲法反対運動、緊急措置無効化運動、民主憲政回復要求、光州民主化運動などの反軍事独裁運動を行い、貧者の生存権確保運動を継続的に展開した。 
そして1987年6月、ソウル大学の学生だった朴鍾哲拷問致死事件を暴露し、6月民主抗争の契機を作った。 その後は民族の平和統一運動、国家保安法廃止運動、生命平和運動、北朝鮮住民救援運動、反戦平和活動に力を注いでいる。 
その政治的傾向により、2006年5月27日にはカトリック信徒の団体であるカトリック神聖回復運動本部が、正義具現化司祭団の国家保安法の廃止と米軍撤退に対する運動を「北朝鮮労働党の手先」だとし、解散を求める声明を採択した。
2007年10月29日には、金勇澈（キム・ヨンチョル）弁護士（前サムスングループ法務部長）とともにサムスングループの裏金疑惑を暴露した。
2008年6月30日に、ソウル市庁前広場で国民の尊厳を宣言し、国家権力の改心を促す非常時局会およびミサを開催して、米国産牛肉の輸入協議再開を強力に促した。これに対して保守主義傾向の報道機関と団体らは、保守と進歩勢力が尖鋭に対立している政局で偏向した政治的行動だと批判している。保守派の論客であり、自らもカトリック信者であるソウル大学の朴孝鍾教授は、李明博政権の大運河事業を正義具現化司祭団が信仰の名で断罪したことを例にあげて「こうした態度は“信仰”という偉大なる名前を侮辱する“神聖冒涜”の行為だ」と批判した。
その反面、進歩主義的傾向の言論や団体等は、司祭団のこういう行動が国民と共にする姿であるとし、支持している。
2013年4月8日より徳寿宮大漢門前にて、毎日18時30分から、双竜自動車整理解雇抗議と、朴槿恵大統領の退陣を求める時局ミサを行う(2013年11月現在継続中)等、反政府運動を活発に行っていたため、朴槿恵政権とは対立していた。

## 動画
- 時局ミサ (2008/06/30) Youtube（朝鮮語）
- 国情院解体及び民主主義回復のための時局ミサ(1)(2013/9/23) Youtube（朝鮮語） ※全羅北道群山市秀松聖堂にて。
- 国情院解体及び民主主義回復のための時局ミサ(2)(2013/9/23) Youtube（朝鮮語） ※同上。
- 朴大統領退陣要求時局ミサ(2013/11/22) Youtube（朝鮮語）
- 不法選挙及び大統領退陣を求める時局ミサ(全州:2013/11/22) Youtube（朝鮮語）